# 2255 Qinghai
2255 Qinghai este un asteroid din centura principală, descoperit pe 3 noiembrie 1977.